# Българо-византийски войни
Българо-византийските войни са поредица от сблъсъци между българи и византийци, които протичат през по-голямата част от Средновековието предимно на Балканския полуостров. Те започват още преди трайното установяване на прабългарите начело с Аспарух в североизточната част на полуострова в последната четвърт на VII век и преминават през няколко етапа. До началото на IX век държавата на Аспарух и неговите наследници успява да се утвърди върху територии на Източната римска империя между Стара планина и долното течение на Дунав. През първата половина на IX век следва бързо разширение на юг и югозапад, отново за сметка на Византия. Първо при кан Крум (управлявал през 803 – 814 г.), а по-късно и при цар Симеон (893 – 927), България създава сериозна заплаха за Константинопол. В продължение на три века българите от запад, редом с арабите от изток, са най-опасните врагове на Византия. Борбата с византийците е съществен фактор за засилването на българската държава и превръщането ѝ в централизирана монархия. Експанзията върху земи, населени със славяни, вследствие на успешните сблъсъци с византийците, води до промяна не само в териториалния, но и в етническия облик на Дунавска България. Разредени от продължителни периоди на мир, войните не пречат на взаимното икономическо и културно влияние, особено върху България след покръстването през 864 – 866 г. С продължителност от 675 години това е третият най-дълъг военен конфликт в човешката история и най-дълъг извън  Западна Европа.
Българо-византийските войни не завършват със завладяването на България от император Василий II през 1018 – 1019 г. В периода на византийското владичество (до 1186 г.) българите вдигат няколко неуспешни въстания. Въстанието на Асен и Петър през 1185/1186 г. води до създаване на Втората българска държава със средище в Търново. В началото на XIII век, при цар Калоян, възстановената българска държава обхваща отново (както три века по-рано) Мизия, Тракия и Македония, а в периода 1204 – 1261 г. се намесва активно в борбата между Епир, Никея и западноевропейските кръстоносци за наследството на временно унищожената Византия. От втората половина на XIII век насетне съперничеството между българи и византийци преминава в по-тесен териториален обхват (Тракия), успоредно с военно-политическото западане на двете държави и появата на нови регионални сили (Унгария, Златната орда, Сърбия, турци). Това съперничество улеснява проникването на османските турци на Балканите в средата на следващото столетие, в резултат на което и България, и Византия са покорени от османците.
Като съюзници на една от воюващите страни пряко участие в българо-византийските войни в по-ранен или по-късен етап вземат и други народи – унгарци, печенеги, сърби, хървати, кумани и др.

## Прабългарски нападения срещу Византия през V – VII век
Враждите между древните българи (т. нар. прабългари) и византийците започват след първите вълни на Великото преселение на народите. Смъртта на хунския вожд Атила през 453 г. и последвалото разпадане на държавата му заварват няколко големи етнически групи, известни от историческите извори под събирателното название „българи“. Едните обитават Панония (части от днешни Унгария, Войводина и Славония), а други – степите около Азовско море. Проблемите на Византия идват главно от панонските прабългари. Двустранните отношения са нееднозначни – империята е принудена да търпи прабългарските набези в балканските си владения (диоцезите Тракия и Илирикум) и същевременно да поддържа добри отношения с прабългарите, които използва като наемници в борбите с други свои врагове и преди всичко срещу остготите. Преселването на остготите от днешна Северна България в Италия през 488 г. отваря пътя за прабългарски нападения на територията на империята. Макар и не без известна несигурност, дължаща се на склонността на някои летописци да наричат нападателите със събирателни имена (например: „хуни“), вместо със същинските им етноними, историческите извори свидетелстват за мащабни прабългарски нападения в балканските земи през 493, 499 и 502 г. Прабългарската заплаха принуждава император Анастасий I (управлявал през 491 – 518 г.) да построи т. нар. Дълга стена (512 г.) между бреговете на Черно и Мраморно море, отстояща на петдесетина километра от Константинопол. След поражение, претърпяно от византийска войска в Тракия през 499 г., империята не успява да окаже ефективен отпор на прабългарите. Нови техни нападения са регистрирани в последните години от царуването на Анастасий I, когато (513 – 515 г.) те подкрепят и разбунтувалия се пълководец Виталиан.
По свидетелство на византийски и западни хронисти, при император Юстиниан I (527 – 565 г.) нахлуванията на прабългарите през река Дунав стават почти всяка година паралелно със славянски нападения в пределите на империята. Успехите на византийски военачалници над тях през 530 и 535 г. са инцидентни. Зает в отбранителни войни срещу Персийската империя в Месопотамия, Сирия и Кавказ, и в отвоюването на Северна Африка, Италия и Испания от готите и вандалите, Юстиниан I е неспособен да отдели адекватни сили за защита на балканските си владения. Затова той изгражда общо 600 крепости, разположени в отбранителни пояси по Дунава, в Тракия, Родопите, Македония и Гърция.
Тези мащабни строежи не спират нападенията на прабългари, славяни и други „варварски“ народи. През 539/540 г. голямо прабългарско нашествие обхваща земите от Адриатика до Константинопол, съпроводено с обезлюдяването им. През 50-те години на VI в. земите на юг от Дунав до Константинопол, Галиполи и Термопилите са плячкосани от кутригурите начело с Хиниалон и Заберган. За да ги неутрализира, Юстиниан I прибягва до дипломатически средства. Със скъпи дарове византийският император печели на своя страна съседните на кутригурите утигури и предизвиква война, в която двете племена се обезсилват взаимно.
След 568 г. панонските прабългари попадат под властта на Аварския хаганат, но продължават да воюват с Византия като аварски поданици. Известно е, че прабългари взимат дейно участие в обсадата на Солун през 618 (или 622) г., а така също и в голямата обсада на Константинопол от аварите през 626 г. От края на VI век до идването на Аспаруховите и Куберовите прабългари на Балканите Солун е обсаждан пет пъти от славяните.

## Войни между Византия и Първата българска държава (VII – XI век)

### Установяване на прабългарите на Балканите
След разпадането на държавата на Кубрат, Стара Велика България, през 60-те години на VII век прабългарското племе уногундури (или уногондури) се преселва под натиска на хазарите от земите край Азовско море на запад. Предвождани от Аспарух, уногондурите преминават реките Днепър и Днестър и достигат областта Онгъла, опираща делтата на Дунав и границите на Византийската империя. През следващото десетилетие тези прабългари нападат неколкократно византийските територии и при набезите си проникват дълбоко на юг от Дунав, възползвайки се от арабското настъпление срещу Константинопол. Това кара византийския император Константин IV Погонат (668 – 685) да предприеме голям поход срещу тях след победата си над арабите. Походът към Онгъла завършва с разгром на византийската армия през 680 г. Веднага след победата си Аспаруховите прабългари прекосяват Дунав и завземат земите до Стара планина, откъсвайки ги от империята. На следващата, 681 г. Константин Погонат е принуден да сключи мирен договор, с който признава териториалните загуби и се задължава да плаща данък на победителите.
Приблизително по-същото време на Балканите се появяват други прабългари. Това са поданиците на Кубер, които в периода около 674 – 684 г. отхвърлят властта на аварите и се преселват от Сремска област (дн. Сремска Митровица, между реките Дунав и Сава) в Македония. След безуспешен опит да превземат Солун Куберовите прабългари сключват мир с Константин Погонат, но влиянието им сред местните славянски племена запада.
Прабългарите на Дунава и в Македония завързват тесни връзки помежду си. Амбициите им да подчинят местното славянско население и да го отделят от Византия карат наследника на Константин IV, Юстиниан II, да наруши мирните споразумения. В хода на войната през 687 – 688 г. (или 688 – 689 г.) императорът постига първоначално успехи срещу прабългарите и успява да подчини славяните около Солун, преселвайки голяма част от тях в Мала Азия. В битката в клисурата Аконтисма (северно от Кавала) обаче войските на Юстиниан II претърпяват тежко поражение от прабългарските войски. Сред съвременните изследователи липсва единство по въпроса дали това са били войски на Аспарух или на Кубер.
Нова война между българи и византийци е в ход през 705 г. Българският владетел Тервел достига с войските си до Константинопол и помага на Юстиниан II да свали от власт император Тиберий III (698 – 705 г.) и да си върне престола, загубен десет години по-рано. В замяна на помощта си Тервел получава от Юстиниан владението на областта Загора в североизточна Тракия. Три години по-късно (708 г.) Юстиниан II предприема поход срещу българите, за да си върне Загора, но търпи поражение при Анхиало. Въпреки този конфликт Тервел оказва военна помощ на Юстиниан II при междуособиците във Византия през 711 г., а по-късно воюва срещу Филипик Вардан, който узурпира престола на Юстиниан. През 712 г. българската конница достига до Босфора, оставяйки сериозни опустошения след себе си. Мирен договор е сключен едва през 716 г. С него се уреждат границите в Тракия, ежегодният данък на Византия за българите, двустранните търговски отношения и военната помощ, която българите оказват на Византия, за да отбие арабската обсада на Константинопол през 717 – 718 г. Мирът от 716 г. се запазва близо четиридесет години.

### Походи на Константин V Копроним срещу българите
След като императорите Лъв III Исавър и Константин V Копроним удържат редица победи над арабите в Мала Азия и Сирия, съотношението на силите на Балканите също се променя. През 755 г. Константин V предизвиква скъсване на договора от 716 г., като предприема укрепителни дейности в Тракия и преселване на войници от Сирия и Армения в тази област. Наказателният поход на българите достига до Дългата стена, но там те са разбити от византийците. В ответния удар Константин V достига до граничната тракийска крепост Маркели, където българите са разбити повторно през 756 г. и принудени да искат мир. Три години по-късно (759 г.) императорът навлиза в Дунавска България, но търпи тежко поражение в старопланинския проход Верегава. Това е само началото на поредицата от походи по суша и по море, с които Константин V се стреми да унищожи българската държава. Походите съвпадат с период от двайсетина години, в които в България бушуват междуособни борби за власт и владетелите се сменят многократно.
С помощта на флотата си византийците подлагат неколкократно на опустошение приморските български земи на север от Стара планина. През лятото на 763 г. Константин V побеждава българския владетел Телец в голямо сражение при Анхиало (дн. Поморие). Телец е убит в междуособиците, последвали поражението на българите при Анхиало, а на негово място се възкачва хан Савин. Неговите опити за мирно споразумение с византийците са безплодни. Мащабен поход по суша и море, организиран от Константин V през 765 г., се проваля след като голяма буря в Черно море потапя значителна част от византийската флота. През 767 – 768 г. византийците отново нахлуват в пределите на българите и съюзното им славянско племе севери (в Източна Стара планина). Следващите походи на Константин V са през 773 – 774 г. Чрез успешно сражение при Литосория императорът успява да предотврати поход на българите към Македония, но усилията му за завоюване на България са безрезултатни. Императорът умира при подготовката за поредното настъпление срещу българите през септември 775 г. След смъртта на Константин V българската държава се съвзема от междуособиците и войните, става по-силна от преди, а враждебното отношение към византийците сближава населяващите я славяни и прабългари.
Към края на VIII век български отряди проникват в Македония. Това е засвидетелствано от поражението, което те нанасят на византийска войска в поречието на Струма през 789 г. При владетеля Кардам България постига военни успехи срещу византийците в Тракия през 791 – 792 г. Поредното противопоставяне през 796 г. завършва вероятно с нов мирен договор.
Установяването и оцеляването на българската държава южно от Дунава през VII и VIII век се отдава на стратегическите предимства за отбрана, които осигурява Стара планина, и на човешкия и материален резерв от отвъддунавските български територии, останали незасегнати от византийските походи. Допълнителен фактор е военният натиск, който Арабският халифат упражнява по същото време върху източните византийски граници (виж Византийско-арабски войни).
След загубата на Египет през 40-те години на VII век Балканите (и в частност Тракия) придобиват по-голямо икономическо значение за Византия, отколкото при управлението на Юстиниан I, но жизненоважна за изхранването и защитата на Константинопол е Мала Азия, където се съсредоточават и основните военни ресурси на Византия. От тях за Балканите се заделя само в моменти, в които арабската заплаха е по-слаба. Едва към края на VIII век дългодишната военна и заселническа политика превръщат Тракия (макар и за кратко – до войните срещу Крум) в икономически пълноценна и стратегически значима за империята провинция.
България е подложена в края на VII и през VIII век на натиска на авари от северозапад и хазари от североизток. Това, наред с икономическото и демографското надмощие на Византия, е причината българските владетели да възприемат ограничени стратегически цели спрямо империята. Една от тях е извличане на икономически облаги чрез данъци и благоприятни условия за търгуване. Друга цел на българите е да завземат източната Подбалканска област, през която минава най-прекрият и удобен път на византийските армии към столицата Плиска.
Макар и по-малобройни и по-зле въоръжени, българите печелят някои решителни сражения, благодарение, от една страна, на отличната си конница и, от друга, на умела тактика. Чрез изчакване, внезапни атаки и контраатаки, преследване на разбития враг на голямо разстояние, те постигат победите при Онгъла (680 г.), Анхиало (708 г.) и Маркели (792 г.). Тези тактически прийоми дават преимущество на българите и по време на войните на Крум с византийците.

### Разширение на българската държава до средата на IX век
Както Константин V, така и приемниците му до началото на IX век предприемат последователна политика за възстановяване на властта на Византия във вътрешността на Балканския полуостров и укрепване на границите с България. На тази цел служат походите на византийските армии срещу славяните в Македония, Тесалия, Епир и Пелопонес през 758, 783 и 805 г. Предприета е колонизация на областите, непосредствено граничещи с българското ханство, с население, задължено да носи войнишка служба. След успешните си походи срещу арабите през 746 и 752 г. Константин V отвежда голям брой заселници от Армения и Сирия в Тракия. Принудителното преселване на сирийци продължава (през 778 г.) и при сина на Константин, Лъв IV Хазарски. Никифор I Геник (управлявал през 802 – 811 г.) прехвърля войнишко население от Мала Азия в Тракия и поречието на Струма, за да спре зачестилите български нападения в тези райони. За възпиране на българите, по цялото протежение на южните склонове на Стара планина е изградена линия от укрепления – Девелт, Адрианопол, Филипопол и Сердика. Всички тези усилия пропадат, след като опитът на Никифор да унищожи България в пряк военен сблъсък завършва с тежко поражение.
През 807 г. Никифор I предприема поход срещу българите в Тракия. Походът е прекратен още в началото си заради заговор срещу императора. През следващата година (808 г.) български отряди проникват на юг по река Струма и разгромяват (вероятно край Сяр) византийска войска, контролираща пътя за Егейско море. През 809 г. хан Крум завоюва град Сердика. Опитът на Никифор I да си върне контрола върху града има само временен успех и скоро Сердика попада окончателно под властта на българите, с което пътят за българското настъпление на югозапад е открит. С тези успехи българите поставят под въпрос опитите на Византия за асимилация на славянското население във вътрешността на Балканския полустров.
През лятото на 811 г. Никифор I събира значителна армия и предприема поход на север през Стара планина. В първите сражения българските войски са разбити и византийците завладяват една от резиденциите на Крум (вероятно Плиска). Впоследствие обаче византийската армия е принудена да отстъпи. Нападната във Върбишкия проход, на 26 юли тя е почти напълно унищожена от българите (подкрепени от славяни и авари). Сред загиналите е и императорът.
След победата си във Върбишкия проход хан Крум пренася военните действия в Тракия и през 812 – 813 г. овладява редица градове (Девелт, Месемврия, Одрин и др.), с помощта на стенобойна техника, заимствана от самите византийци. Тези походи имат защитен характер предвид отказа на византийците да приемат новите български предложения за мир. Целта на Крум е да принуди Византия да сключи благоприятен мирен договор, като отвоюва териториите в Тракия, отстъпени на Константин V. В битката при Версиникия (юни 813 г.) българите разгромяват армията, командвана от император Михаил I Рангаве (811 – 813 г.) и бъдещия император Лъв V Арменец, след което Крум достига до Константинопол. Голяма част от населението на Византийска Тракия е преселено в българските владения отвъд Дунав. Много градове (включително и в Източна Македония) са напуснати от жителите си, които бягат от българите.
Крум умира през април 814 г. в разгара на подготовка за решително нападение срещу Константинопол. Неговият син и приемник Омуртаг (814 – 831 г.) продължава войната, но търпи поражение от император Лъв V Арменец в сражение в Тракия. През 815 г. двамата владетели сключват мирен договор за срок от 30 години, с който се уреждат границите в Тракия и отношението към граничното славянско население. Мирните отношения се задържат до кончината на Омуртаг (831 г.), като през 820 г., след възкачването на новия император Михаил II, договорът е подновен. През 823 г. Омуртаг помага на Михаил II да се справи с бунта на Тома Славянина.
При възкачването на кан Маламир (831 – 836 г.) на българския престол византийският император Теофил (829 – 842 г.) нарушава мирния договор. Последвалите военни действия в Източна Тракия са успешни за българите, предвождани от кавхан (капкан) Исбул. В резултат на тази победа град Филипопол (Пловдив) е присъединен трайно към българската държава. Враждите между българи и византийци се засилват в началото на управлението на кан Пресиан (836 – 852 г.), защото византийска флота помага на разбунтувалите се македонци (жители на византийската област Македония, днешна Източна Тракия, които са пленени и преселени четвърт век по-рано от Крум) да избягат от Отвъддунавска България. Български войски начело с Исбул отначало помагат на византийците срещу разбунтувалите се славяни от Родопите и Солунско, но след повторното нарушаване на мира от Византия обръщат оръжията си срещу нея. Въпреки липсата на категорични свидетелства се приема, че по това време (може би 837 – 839 г.) Западните Родопи и Македония (днешната историко-географска област) са присъединени към България.
В последните години от управлението на Пресиан (които съвпадат с началото на царуването на Михаил III във Византия) избухват нови военни действия в Тракия. Те продължават в началото на царуването на Борис I и приключват с мирно споразумение през 856 г., въз основа на което България губи част от тракийските си владения, но затвърждава териториалните си придобивки на югозапад. Войната през 863 г. е неуспешна за българите, но приключва с продължителен мир след съгласието на Борис да приеме заедно с народа си християнството от Цариградската църква.

### Войни на цар Симеон Велики срещу Византия
По-голямата част от управлението на Борис I (след 863 г.) и краткотрайното царуване на Владимир Расате (889 – 893 г.) преминават в мир с Византия. Империята е принудена да воюва отново с българите едва на втората година от възкачването на Симеон I на българския престол. Военните действия започват през 894 г. и продължават с известни прекъсвания (поради временни примирия) близо десет години. Те са начало на нов период в отношенията между Византия и България, доминиран от недоверие и амбиции за надмощие. Предвестник на растящата дистанция между двете държави е отхвърлянето (през 893 г.) на гръцкия език в българската администрация и църква и замяната му със старобългарски.
Поводи за войната от 894 г. са преместването на пазара за българските търговци във Византия от Константинопол в Солун и сключването на съюза между византийците и унгарците, които през това време заплашват отвъддунавските български територии. През същата година княз Симеон нахлува в Източна Тракия и разгромява византийската войска, отслабена поради нуждата от подкрепления срещу арабите, нападащи имперските владения в Мала Азия и Южна Италия.
За да обърне хода на войната в своя полза, византийският император Лъв VI Философ (886 – 912 г.) свиква нови войски в Тракия начело с изпитани военачалници и в същото време подбужда унгарците да нападнат България. През 895 г. византийската флота прекарва унгарската конница през Дунав. Претърпял поражение от унгарците при Дръстър, Симеон повежда привидни преговори за мир с византийски пратеници. През 896 г. с помощта на печенезите българският владетел напада и разгромява унгарците в областта Ателкузу (между реките Южен Буг и Днестър). Веднага след като осигурява тила си, Симеон нахлува в Източна Тракия и разгромява главната византийска армия в битката при Булгарофигон. Три години по-късно, през 899 г., е сключен мирен договор, с който българските претенции за оставането на тържището в Константинопол са задоволени.
Нов конфликт избухва през 901 – 902 г., когато Симеон отнема временно от Византия редица селища около Драч (в днешна Албания). През 904 г. българите искат да заселят Солун, който по-рано през същата година е превзет и обезлюден от арабите, но Византия се противопоставя успешно на това с дипломатически средства. Границата между двете страни обаче е преместена по-близо до Солун, на около 20 километра северно от града.
Симеон повежда следващата си война срещу Византия през 913 г. Целта на българския владетел е да установи господство на България в Югоизточна Европа като съгради нова империя на мястото на Византия. Присвоявайки си титлата на византийския император („василевс на ромеите“), Симеон възприема и претенциите на византийците за първенство в общността на християнските държави. Благоприятна възможност за осъществяването на тези цели се създава от династическата криза в Константинопол след смъртта на император Лъв VI (912 г.). Наследникът на Лъв VI, император Александър (912 – 913 г.), дава повод за войната като отхвърля българското предложение за подновяване на мирния договор от 904 г. През август 913 г. Симеон обсажда с голяма войска византийската столица откъм сушата. По това време император Александър вече не е между живите. Регентството на малолетния Константин VII Багрянородни, начело с патриарх Николай Мистик, сключва споразумение с българския владетел. Симеон се оттегля в България, след като е коронясан за василевс (император, цар) на българите и след като регентите се задължават да оженят Константин VII за дъщеря на Симеон.
През 914 г. императрица Зоя (майката на Константин VII) поема регентството и за да попречи на нарастващото българско влияние върху империята, отхвърля споразуменията между Симеон и Николай Мистик. В отговор на това Симеон праща войски, които превземат Одрин и притискат византийците в Солун и Драч. За да се противопостави на българите, през 917 г. Византия сключва примирие с багдадския халиф и прехвърля всичките си войски за решителна битка на Балканите. В битката при Ахелой на 20 август 917 г. византийците търпят съкрушително поражение.
След Ахелойската битка Симеон се провъзгласява за василевс на българи и ромеи. Той овладява почти всички византийски територии на Балканския полуостров. Български войски нанасят още няколко поражения на византийците (при Катасирти през 917 г., при Пиги през 921 г. и др.) и проникват до Пелопонес. Във византийски ръце остават само няколко анклава като Солун, Драч и самия Константинопол. Симеон обаче не успява да превземе Константинопол, защото не може да го блокира по море (два опита за съюз с арабите, които могат да му предоставят флота, са безуспешни).
Превесът на сухопътните сили и липсата на флота у българите определят местата и характера на военните действия през този период: византийците запазват повечето от пристанищните градове, а българите ги обхождат по суша, без да могат да реализират пълно военно надмощие. В невъзможността за изхранване на големия брой войници без успехи и плячка може да се търси и причината за временното прехвърляне на военните действия към Гърция.
Паралелно със съперничеството в източната и южната част на Балканския полуостров, двете държави водят и борба за надмощие в Сърбия. В периода 917 – 924 г. Византия се опитва да постави свои привърженици на сръбския престол и да ги опълчи срещу българите, но в крайна сметка Симеон завладява част от сръбските земи.
След смъртта на цар Симеон (27 май 927 г.) наследникът му Петър I сключва мирен договор с Роман Лакапин, който трае около четири десетилетия. Вследствие от договора Византия признава царската титла на българския владетел и издигането на българската църква в патриаршия.

### Покоряване на България от византийците

#### Падане на Преслав през 971 г.
При наследника на цар Симеон – Петър I (царувал през 927 – 969 г.), настъпва военнополитическо отслабване на българската държава, за което способства и появата на силни съседи на североизток и северозапад – унгарци, печенези и руси. Отслабването на България съвпада с възхода на Византия, която през 60-те години на X век печели решителни успехи срещу арабите в Близкия изток и Източното Средиземноморие. В борбата с арабите византийците усъвършенстват своята военна организация и тактика. Византийската армия се засилва чувствително с появата на свръхтежки конници (наричани катафракти или клибанарии), облечени заедно с конете си в брони. Икономическото засилване на Константинопол позволява на императорите да увеличат византийските и чуждестранните наемнически войски на постоянна служба, което повишава дисциплината и тактическата споеност на тежковъоръжената пехота.
През 966 г. приключва 40-годишен период на мир между България и Византия. Един от поводите за конфликта е отказът на Петър да спре унгарските нашественици, които проникват през България във византийска Тракия. Византийският император Никифор II Фока (963 – 969 г.) предприема поход в южните предели на българската държава. Зает във война с арабите в Сирия, той предпочита да не изразходва собствените си сили срещу Петър. По почин на византийската дипломация през 968 г. руският княз Светослав I се явява на Долни Дунав със силна войска. Русите завоюват североизточните български земи (днешни Бесарабия и Добруджа). Цар Петър, който не успява да им се противопостави, умира в началото на 969 г. Неговият наследник, Борис II, е принуден да се подчини на Светослав и да се присъедини към похода му срещу Константинопол.
През 970 г. български и руски войски воюват заедно срещу византийците при Аркадиопол (в Тракия). За да отстрани руската заплаха, през 971 г. новият василевс, Йоан I Цимисхий (969 – 976 г.), повежда войските си на север от Стара планина. Резултат от този поход е завладяването на Велики Преслав (през април) и Дръстър (през юли) от византийците. Княз Светослав е принуден да се оттегли от Дунавска България, където се разполага византийска военна администрация. Българският цар Борис II е отведен в Константинопол и показно развенчан, с което византийците смятат, че са сложили край на българската държава (971 г.).

#### Борби на Самуил и наследниците му с Василий II
Пет години по-късно, през 976 г., от югозападните предели на някогашното Преславско царство започва мащабно настъпление на българите, които отказват да признаят византийската власт (Въстание на комитопулите). Възползвайки се от вътрешните борби за власт, настъпили във Византия след смъртта на Йоан I Цимиски, братята-комитопули Давид, Мойсей, Арон и Самуил повеждат военни действия в днешна Егейска Македония и Тесалия. Въпреки ранната гибел на първите двама братя българите постигат успехи срещу местните византийски управители. От 978/979 г. свободната част на България вече има не само титулярен, но и действащ владетел в лицето на Роман, син на цар Петър, който успява да избяга от византийски плен. Византия отказва да признае царската титла на наследниците на Борис II с мотива, че всеки опит за възстановяване или продължаване на българската държава след символичното ѝ унищожаване през 971 г. (чрез тържественото развенчаване на Борис) представлява бунт срещу законната власт на василевса. Това е една от причините за продължителните войни на Самуил с византийския император Василий II. Съществува хипотеза, че тези войни прекъсват между 1005 и 1014 г. и че през този период Василий признава временно царската титла на Самуил.
Десет години след възцаряването си, през 986 г., Василий II повежда поход срещу Средец. Този опит за покоряване на България с един удар завършва с голямо поражение в прохода Траянови врата. През 991 г. Василий II повежда за втори път сам войната срещу българите. Този втори поход се превръща в поредица от походи, които се проточват близо четири години (до началото на 995 г.). Както по времето на Симеон, византийците привличат сърби за съюзници срещу България, но не постигат трайни успехи.
В промеждутъците между нападенията на византийския император българският предводител Самуил (от 997 г. – цар) успява да отвоюва североизточните български земи и да откъсне от Византия обширни области в днешни Албания и Северна Гърция – Драч, Епир, Тесалия. Непосредствено след като Василий II е принуден да се отправи към Сирия, за да отбие тамошните нападения на Фатимидите, Самуил настъпва срещу Солун и през 995 – 996 г. нанася редица поражения на местните византийски военачалници. След това българите се отправят към Елада и проникват на юг до Пелопонес. Край на настъплението им в този посока слага византийският военачалник Никифор Уран, който разгромява Самуил и сина му, Гаврил Радомир, в битката на река Сперхей (996/997 г.). След поражението при Сперхей цар Самуил променя посоката на нападенията си. През 998 г. той организира поход в Далмация срещу подвластните на византийския император градове по адриатическото крайбрежие (Дубровник, Улцин, Котор, Задар). По време на същия поход Самуил подчинява сръбското княжество Дукля, което се съюзява с Византия през 992 – 993 г.
Във войните с Василий II българите разчитат много повече на нападенията от засада, отколкото на открити сблъсъци. Това се обяснява с изчезването на многобройната тежка конница, която до събитията от 971 г. е набирана и въоръжавана във вътрешната област на българската държава – териториите между Стара планина и Дунав. Самуиловата войска е съставена главно от бързо подвижни, но леко въоръжени пехотни и конни части, които не могат да се мерят на открито с многочислената, добре въоръжена и дисциплинирана византийска армия.
От 1000 г. във войната настъпва обрат. След като сключва десетгодишно примирие с фатимидския владетел Ал Хаким, Василий II се заема със систематично завоюване на периферните области на българската държава. Между 1000 и 1003 г. (според друга хронология – между 1001 и 1004 г.) той постига значителни успехи. Самуил губи първо североизточните земи с Велики Преслав, Мали Преслав и Плиска. Впоследствие падат българските крепости в Тесалия, поречието на Бистрица и югоизточна Македония (Воден). Град Видин е превзет след 8-месечна обсада, след което, опирайки се на съюза с унгарския крал Стефан I, византийският император прониква до Скопие. През 1005 г. цар Самуил губи и адриатическото пристанище Драч, а през 1006 – 1007 г. териториите, останали на българското царство, са подложени на ново опустошително нашествие. Опитът на българите за контранастъпление към Солун търпи несполука заради поражението при Крета през 1009 г.
Решителната битка става през лятото на 1014 г. при теснината Ключ (на гръцки Клидион) между планините Беласица и Огражден. Там на 29 юли многочислена българска войска попада в обкръжение и е взета в плен от византийците. По заповед на Василий II са ослепени хиляди български войници. Цар Самуил умира в началото на октомври същата година. След смъртта му сред българските боляри настъпват междуособици, а част от първенците проявяват склонност да се подчинят на Византия. Въпреки това войната се проточва заради характера на бойните действия – византийците са принудени да превземат (със сила или убеждение) една по една българските крепости. Българите използват предимствата на планинския релеф за внезапни нападения с голям успех.
Независимо от отделни несполуки и тежки удари, които понася (битката при Струмица през август 1014 г., битката при Битоля през 1015 г., обсадите на Перник през 1016 г. и Костур през 1017 г.), Василий II има военно надмощие. Двамата наследници на Самуил, цар Гаврил Радомир (1014 – 1015 г.) и цар Иван Владислав (1015 – 1018 г.), загиват – първият в резултат на заговор, стимулиран от византийската дипломация, а вторият в битка под стените на Драч в началото на 1018 г. Нито синът на Иван Владислав, Пресиян, нито войводата Ивац успяват да организират по-мащабна съпротива срещу Василий II. Мнозинството от българските боляри се подчинява доброволно на византийците. След завладяването на Срем, към 1019 г. България е окончателно покорена.

## Въстания на българите срещу византийското владичество
След смъртта на Василий II Византия навлиза в период на упадък. През XI в. българите вдигат няколко въстания срещу византийската власт. Най-мащабни от тях са въстанията на Петър Делян през 1040 – 1041 г. и на Георги Войтех през 1072 г. в западните български земи. По-ограничен обхват имат въстанията в Тесалия през 1066 г., в Подунавието през 1074 г., в Средец и Месемврия през 1078/1079 г. и в областта на Пловдив през 1084 – 1086 г. С укрепването на Византийската империя при династията на Комнините от края на XI и през по-голямата част на XII век опитите за освобождение секват.
Въстанието от 1040 – 1041 г. започва от Моравската област недалеч от Белград и се разпространява на юг до Пелопонес. Предпоставки за това са замяната на българското духовенство начело на Охридската архиепископия с гръцко и въвеждането на паричен данък на мястото на натуралния от времето на Самуил. Въстаниците провъзгласяват за цар Петър Делян (смятан за внук на Самуил) и настъпват на юг. Византийските опорни центрове в Скопие и Драч са превзети и самият Солун е застрашен, след като император Михаил IV Пафлагон е принуден да бяга от Деляновите войски. Българите овладяват Тесалия и проникват дълбоко в Елада, разбивайки византийците при Тива. Обратът настъпва, след като във въстаническия лагер се появява синът на Иван Владислав, Алусиан. Нападението срещу Солун завършва с тежко поражение на българите. Последвалият разкол между привържениците на Делян и Алусиан улеснява византийското контранастъпление. Алусиан търпи поражение от византийците и минава на тяхна страна. Делян е пленен след сражение край Острово. Победата на византийците е окончателна след сломяването на съпротивата на Мануил Ивац край Прилеп и на Ботко край Бояна.
През 1072 г. друг потомък на Самуил, Константин Бодин (син на сръбския княз Михаил и внук на Самуиловата дъщеря Косара), повежда втори опит за възстановяване на българското царство. Този път въстанието започва от Косово поле (Призрен) и се разпростира в две посоки – Ниш на север и Охрид и Костур на юг. Със сръбска помощ българите, начело с Константин Бодин и Георги Войтех, разгромяват византийците при Скопие. Въпреки тежкия удар, който претърпява от селджукските турци в Армения година по-рано, Византия успява да проведе успешна контраофанзива. Въстаниците търпят първото си поражение при Костур, впоследствие губят контрола над Скопие, а накрая са разбити окончателно при Таоний (в Косово).

## Войни между Византия и Втората българска държава (XII – XIV век)

### Възстановяване на българската държава (1185/1186 – 1202 г.)
Предпоставка за отхвърлянето на византийската власт в северните български земи в последната четвърт на XII век е предварителното ѝ отслабване в резултат от нашествията на номади от причерноморските степи (печенеги, узи, кумани), започнали в предходното столетие. С течение на времето местната българска аристокрация, на която византийците поверяват отбраната на териториите по Дунав и Балкана, се обособява все повече и повече политически и икономически.
През есента на 1185 г. (или пролетта на 1186 г. според алтернативна хронология) братята Теодор и Асен вдигат въстание на населението северно от Стара планина срещу властта на византийския император. По-старият от двамата, Теодор, е провъзгласен за български цар и приема името Петър, носено от владетел на Първото българско царство (Симеоновия син Петър) и от водачи на въстания срещу византийската власт от XI век. През следващите две години (1185 – 1187 или 1186 – 1188 г.) византийският император Исак II Ангел предприема няколко похода, сам или чрез свои военачалници, за да сломи въстаниците. Първият поход на императора на север от Хемус е успешен – част от въстаниците му се покоряват, а други се оттеглят на север от Дунав. Успехът е временен, защото Асен и Петър бързо си връщат контрола върху Мизия и с помощта на куманите пренасят войната в Тракия. След като битката при Лардея през есента на 1186 (или 1187) г. завършва без победител, Исак II отново прехвърля армията си на север от Стара планина. Тримесечната обсада на Ловеч през пролетта на 1187 (или 1188 г.) също не дава положителен резултат за византийците. Императорът сключва примирие с Петър и Асен, признавайки де факто възобновяването на българската държава с център в Търново.
От лятото на 1186 г. във войните на Асен и братята му срещу Византия вземат дейно участие куманите като български съюзници. В някои исторически изследвания на тях се отдава „решаваща роля за създаването на Търновското царство“. В други се изтъква, че лековъоръжената и бързо подвижна куманска конница е имала по-скоро спомагателна роля (диверсии, плячкосване на вражеска територия, пр.) в победите, извоювани от българите.
Ловешкият мир е краткотраен. Опитът на Петър и Асен да сключат съюз с германския император Фридрих I Барбароса срещу Византия при преминаването на Третия кръстоносен поход през Балканите (1189 – 1190 г.) кара Исак II да предприеме трети поход в Северна България. Византийците достигат и обсаждат Търново, но през лятото на 1190 г. българите им нанасят съкрушително поражение в Тревненския проход, което води до окончателно утвърждаване на Втората българска държава. Начело с Асен българите преминават в настъпление на юг от Стара планина, като целта им, съгласно византийския хронист Никита Хониат още от началото на въстанието, е да обединят земите в Мизия и Македония под една власт, както по време на Първата българска държава. Бунтовете на византийските военачалници срещу Исак II Ангел улесняват задачата на Асен. Българските и куманските войски проникват дълбоко в Тракия и през 1194 г. разгромяват византийците при Аркадиопол. Опитът на византийците да осъществят контраудар с помощта на унгарците е пресечен през пролетта на 1195 г., след като Исак II Ангел е свален от брат си Алексий III Ангел. Асен завладява Средец и се спуска с войските си до долното течение на Струма. В битките при Сяр (1195 г.) и Амфиполис (1196 г.) византийските войски са сразени. Властта на Византия над северозападните области (Ниш, Белград, Браничево) е предрешена. Българското настъпление е прекъснато с убийството на Асен от братовчед му Иванко и последвалите междуособици в Търново, в резултат на които е убит и Асеновият брат цар Петър IV.
Войната продължава и след като Калоян, по-младият брат на Петър и Асен, се утвърждава на търновския престол. Новият български владетел подкрепя своите сънародници, Иванко и Добромир Хриз, които отцепват от Византия Родопската област и част от Македония (1198 – 1200 г.). След като Иванко е пленен от Алексий III Ангел, през 1201 г. Калоян подбужда ново въстание срещу Византия в Македония и Тесалия начело с Добромир Хриз и Мануил Камица. През март същата година българският цар завладява Варна – последния град, останал под византийска власт в североизточна България. Продължителната българо-византийска война завършва в края на 1201 или началото на 1202 г. с мирен договор. С договора Византия е принудена да признае някои от териториалните придобивки на Търновското царство, но не и царската титла на Калоян, нито патриаршеското достойнство на българския първосвещеник.

### Борба за византийското наследство: Търново срещу Епир и Никея
През 1203 г. Константинопол е нападнат от участниците в Четвъртия кръстоносен поход. Калоян отказва да се притече на помощ на Алексий III и се възползва от затрудненията на византийците, за да завладее онези части на Македония, които са останали в техни ръце с договора от 1201 г.
През април 1204 г. кръстоносците завладяват Константинопол и полагат основите на Латинската империя, просъществувала малко повече от половин век. От Византия остават няколко държавици със средища в Северозападна Гърция – Епир, Източна Мала Азия – Никея, и на малоазийското Черноморие – Трапезунд. Тракийските гърци първоначално признават за свой господар Калоян, но по-късно избират да се подчинят на латинците. След битката при Одрин (14 април 1205 г.), в която Латинската империя търпи разгром от българите и куманите, Епир и Никея повеждат борба за възвръщане на Константинопол.
Първоначално от трите византийски държавици в непосредствен досег с български територии е само Епирското деспотство. След гибелта на самостоятелния български владетел Стрез при поход срещу сърбите през 1214 г., епирският деспот Теодор Комнин (управлявал през 1215 – 1230 г.) си присвоява владенията му в Македония. Агресивната политика на Теодор, който завоюва Солун и Одрин и се обявява за император, води до война с Търновското царство през 1230 г. В резултат на битката при Клокотница епирската империя престава да съществува. Териториите ѝ в Тракия, Македония и Албания са присъединени към българската държава, а владетелят на областите Солун, Тесалия и Епир, Мануил Комнин, става фактически васал на цар Иван Асен II.
След краха на Теодор Комнин в основен претендент за възстановяването на Византийската империя се превръща Никея. Още през 1237 г. България воюва с нея, подпомагайки безуспешния опит на латинския император да прогони никейците от крепостта Цурулон на подстъпите към Константинопол. След смъртта на Иван Асен II никейският владетел Йоан III Дука Ватаци се възползва от отслабването на Търновското царство и през 1246 г. завладява Източна Тракия, Родопите и голяма част от Македония. Опитът на цар Михаил II Асен да отвоюва тези територии води до война през 1254 – 1256 г. На първо време търновските войски, подпомогнати от въстанието на населението от Родопите, постигат големи успехи, но контраофанзивата на никейците начело с Теодор II Ласкарис принуждава цар Михаил Асен да сключи през 1256 г. Регинския мир, с който Никея затвърждава териториалните си придобивки, постигнати десет години по-рано.
Поражението води до борби за царския престол в Търново. Същевременно от северозапад върху България надвисва унгарска заплаха. При тези обстоятелства през 1261 г. никейците успяват да отвоюват Константинопол, слагайки край на Латинската империя и ново начало за Византия.

### Междуособици в България и засилване на Византия (1261 – 1301 г.)
След периода на латинско господство в Константинопол настъпва промяна на стратегическите цели във въоръжените конфликти между българи и византийци. Византия вече не цели унищожаване на българската държава, а преди всичко териториални придобивки в Тракия. С малки изключения, българските царе след Калоян и Иван Асен II се отказват от идеята за превземане на Солун и Цариград и се стремят да задържат земите, населени с българи (Тракия, Родопите, Македония). В сравнение с другите неприятели на Византийската империя, българите стават второстепенен фактор във външната ѝ политика.
През 1262 г. избухва продължителна война между Търновското царство и възстановената Византия. Една от причините е, че византийският император Михаил VIII Палеолог, който първо подкрепя цар Константин Тих срещу Мицо, започва да поддържа претендента за търновския престол.
В началото на военните действия Константин Тих завладява редица крепости в Източна Тракия. Същевременно български войски овладяват част от Македония. През 1263 г. византийският пълководец Михаил Глава Тарханиот провежда успешно настъпление – българите губят много градове в Тракия, в това число Пловдив и Месемврия, която е предадена на византийците от Мицо. Цар Константин Тих отговаря с ново нахлуване в Източна Тракия с татарска помощ през 1265, но не постига трайни успехи. Войната завършва през 1269 г. с договор, скрепен с брак на българския цар за племенницата на Михаил VIII Палеолог. Двустранните отношения остават враждебни до края на царуването на Константин Тих.
С въстанието на Ивайло през 1277 г. в България настъпва поредната междуособна война. След гибелта на Константин Тих в борбата с въстаниците, император Михаил VIII Палеолог провъзгласява Иван, син на Мицо и внук на Иван Асен II, за български цар и го изпраща с войски на север от Стара планина, за да завземе царството си (1278 г.). Благодарение на ангажираността на Ивайло с татарите, нахлули в Североизточна България, и на подкрепата на част от българските първенци, синът на Мицо успява да завземе престола в Търново и да се възцари под името Иван Асен. Византийските войски начело с Михаил Глава Тарханиот овладяват почти цяла Мизия, достигайки на запад Видин, и обкръжават Ивайло в крепостта Дръстър. Тези успехи са краткотрайни. През 1279 г. във войната настъпва обрат в полза на Ивайло. Въстаническият предводител унищожава две византийски армии, изпратени на помощ на Иван Асен III (виж Битка при Девина). Застрашен не само от въстаниците, но и от заговор на търновските боляри, Иван Асен е принуден да избяга във Византия. По този начин опитът на Михаил VIII Палеолог да подчини България чрез своя поставеник на търновския престол се проваля.
При император Андроник II (1282 – 1328 г.) и цар Георги I Тертер (1280 – 1292 г.) между Търново и Константинопол се установява примирие. В началото на управлението си следващият български владетел, Смилец (1292 – 1298 г.), повежда война срещу византийците, но е разбит от Михаил Глава Тарханиот и принуден да иска мир. Скоро след смъртта на Смилец в Търновското царство отново е вътрешно дестабилизирано. Отново, както по времето на Ивайло, византийците се опитват да наложат свой поставеник на търновския престол, този път срещу цар Теодор Светослав (1300 – 1321 г.). Първият претендент е синът на Константин Тих, Михаил. Походът му към Търново през 1300/1301 г. завършва с провал. Малко по-късно в България с византийска войска е изпратен Радослав, един от братята на Смилец. Този опит също се проваля, защото Радослав е разбит, пленен и ослепен от Алдимир (Елтимир), владетел на Крън и съюзник на Теодор Светослав.

### Българо-византийски сблъсъци в навечерието и в хода на турското нашествие (XIV век)
През 1303 – 1304 г. цар Теодор Светослав и деспот Алдимир нападат византийските владения на юг от Източна Стара планина. В ръцете им падат Месемврия, Созопол и други градове. Византийските войски, които им противодействат, са предвождани от императорския син Михаил IX Палеолог, смилецовият брат Войсил и Михаил Глава Тарханиот. В битката при Скафида войските на Войсил са разгромени от Теодор Светослав. В отговор Михаил Палеолог прави безрезултатен набег в подбалканските земи. След няколко свои успеха на бойното поле Византия привлича на своя страна Алдимир, но Теодор Светослав успява да се справи с крънския деспот и да унищожи княжеството му. Войната приключва през 1307 г. с териториални придобивки за Търновската държава в Североизточна Тракия.
През 1322 г. българският цар Георги II Тертер напада византийска Тракия и превзема Пловдив. Това става в разгара на гражданска война във Византия между император Андроник II Палеолог и внука му, Андроник III. Андроник III успява да разгроми българските войски, проникнали до околностите на Одрин, а след смъртта на Георги II Тертер през същата година (1322 г.) градовете в Североизточна Тракия (между Ямбол и Месемврия) минават на страната на византийците. Скоро след възцаряването си в Търново Михаил III Шишман си връща владението на въпросните градове, но губи Пловдив, който е превзет от византийците, благодарение на нехайството на местния гарнизон. Михаил Шишман успява да победи българския съюзник на византийците, Войсил, който владее Подбалканската област около Копсис, а след това нахлува дълбоко в Източна Тракия. През лятото на 1324 г. е сключен мирен договор, който затвърждава териториалното статукво, постигнато в хода на бойните действия. Конфликтът припламва отново през 1328 г., но приключва със споразумение между българския цар и Андроник III, който междувременно се налага окончателно във вътрешната борба с Андроник II.
След поражението и гибелта на Михаил III Шишман от сърбите във Велбъждската битка (28 юли 1330 г.), император Андроник III завладява отново земите около Ямбол и Месемврия, но е принуден да ги отстъпи след като цар Иван Александър (1331 – 1371 г.) го побеждава в битката при Русокастро (18 юли 1332 г.).
Българо-византийските отношения се влошават отново през 1341 г., когато Византия изпраща съюзника си Умур, владетел на Айдънското емирство с център в Смирна, с флота към устието на Дунав, където опустошава град Килия. През същата 1341 г. във Византия настъпва борба за власт между Йоан Кантакузин и правителството на малолетния император Йоан V Палеолог. Цар Иван Александър се намесва активно във византийските междуособици и българските войски нахлуват неколкократно в долното поречие на Марица. В търсене на съюзници срещу Кантакузин, през 1344 г. константинополското правителство отстъпва на търновския владетел Пловдив и редица градове в Родопите. За да се противопостави на българите, Йоан Кантакузин, използва войските на айдънския емир Умур. Айдънските турци, а по-късно и османските турци, подлагат българските земи в Тракия на сериозни опустошения.
Османското нашествие в Тракия през 50-те и 60-те години на XIV в. слага край на българо-византийските конфликти. Последната война между Търново и Константинопол се случва през 1364 г., когато Йоан V Палеолог превзема Анхиало и обсажда Месемврия. Две години по-късно по молба на Византия савойският граф Амедей VI завладява причерноморските градове от Агатопол до Месемврия и ги предава на византийците.

## Край на българо-византийските войни
През 1422 г. България пада окончателно под ударите на османските нашественици, а през 1453 г. е превзет и Константинопол. И двете държави стават част от Османска империя, с което дългата поредица българо-византийските войни приключва.

## Важни сражения между българи и византийци
| Битка                      | Дата             | Български водач  | Византийски водач          | Резултат |
| -------------------------- | ---------------- | ---------------- | -------------------------- | --- |
| Битка при Онгъла           | 680              | Аспарух          | Константин IV              | Българите уногундури разгромяват византийската армия, прекосяват Дунава и установяват средището на държавата си на Балканите.                                                                                 |
| Битка при Анхиало          | 708              | Тервел           | Юстиниан II                | Българите затвърждават първите си териториални придобивки южно от Стара планина (областта Загоре). |
| Битка при Ришкия проход    | 759              | Винех            | Константин V               | Опитът на византийския император Константин V да завладее България е провален. |
| Битка при Анхиало          | 30 юни 763       | Телец            | Константин V               | Византийците побеждават, но не се възползват от успеха си. България запазва независимостта си. |
| Битка при Литосория        | октомври 774     | Телериг          | Константин V               | Успехът на византийците възпрепятства български поход към земята на берзитите. Разширението на българската държава към Македония е временно спряно.                                                           |
| Битка при Маркели          | юли 792          | Кардам           | Константин VI              | Кардам нанася поражение на византийците и ги принуждава да плащат данък. |
| Обсада на Сердика          | пролетта на 809  | Крум             | Неизвестен                 | Крум завладява Сердика и открива пътя за разширяването на българската държава на запад и югозапад през 30-те години на IX век.                                                                                |
| Битка при Върбишкия проход | 26 юли 811       | Крум             | Никифор I                  | Византийският император загива заедно с цялата си армия на връщане от поход срещу българската столица Плиска. За период от 160 години византийски войски не стъпват повече на север от Стара планина.         |
| Битка при Версиникия       | 22 юни 813       | Крум             | Михаил I Рангаве           | Крум разгромява византийците в Тракия и застрашава непосредствено столицата им Константинопол. Мир е сключен при Крумовия наследник, Омуртаг, през 815 г.                                                     |
| Битка при Българофигон     | лятото на 896    | Симеон I Велики  | Лъв Катакалон              | Симеон извоюва победа и приключва успешно войната с византийците и унгарските им съюзници. Българските граници се разпростират в Македония до Солун и в Албания до Драч.                                      |
| Битка при Ахелой           | 20 август 917    | Симеон I Велики  | Лъв Фока                   | Симеон разгромява византийците и установява господство над почти целия Балкански полуостров (без Хърватия). Константинопол удържа българския натиск.                                                          |
| Битка при Катасирти        | август 917       | Симеон I Велики  | Лъв Фока                   | Нова победа на българите непосредствено след Ахелойската битка. Победеният Лъв Фока отстъпва властта в Константинопол на Роман I Лакапин.                                                                     |
| Битка при Пиги             | март 921         | Теодор Сигрица   | Пот Аргир                  | Тежко поражение на византийците в околностите на Константинопол. Българите владеят Източна Тракия до 927 г.                                                                                                   |
| Битка при Траянови врата   | 17 август 986    | Самуил Арон      | Василий II                 | Първият поход на Василий II за покоряване на България завършва с провал. След победата Самуил отвоюва североизточните български земи, завладени от византийците през 971 г.                                   |
| Битка при Солун            | лятото на 996    | Самуил           | Григорий                   | Самуил побеждава солунския дук и опустошава Елада. |
| Битка при Сперхей          | 996              | Самуил           | Никифор Уран               | Тежко поражение на българите слага край на нападенията им в Елада. Византия преминава в контранастъпление няколко години по-късно.                                                                            |
| Битка при Скопие           | 1004             | Самуил           | Василий II                 | Поражение на Самуил, византийците завладяват временно едно от средищата на царството му, Скопие. |
| Битка при Крета            | 1009             | Самуил           | Василий II                 | Самуиловите войски търпят поражение при поредното си нападение на солунската област. |
| Битка при Солун            | юли 1014         | Несторица        | Теофилакт Вотаниат         | Неуспешен опит на Самуил да отклони главната византийска армия от похода ѝ във вътрешността на Охридското царство. Самуиловият войвода Несторица, който е натоварен да извърши диверсията, търпи поражение.   |
| Битка при Ключ             | 29 юли 1014      | Самуил           | Василий II                 | Главните сили на Самуиловата армия са обкръжени в подножието на Беласица и взети в плен. Хиляди български войници са ослепени по заповед на Василий II.                                                       |
| Битка при Струмица         | август 1014      | Гавраил-Радомир  | Теофилакт Вотаниат         | Поражение на отряда на Теофилакт Вотаниат принуждава Василий II да се оттегли от България, въпреки победата си в Беласишката битка.                                                                           |
| Битка при Битоля           | есента на 1015   | Ивац             | Георги Гонициат            | Войводата Ивац унищожава ариергарда на византийската армия, проникнала до българската столица Охрид, и я принуждава да се оттегли.                                                                            |
| Битка при Сетина           | есента на 1017   | Иван-Владислав   | Василий II                 | Победа на византийците без решителен обрат във войната. Той настъпва няколко месеца по-късно, след смъртта на Иван Владислав, когато мнозинството от българските боляри слагат оръжие.                        |
| Битка при Солун            | 1040             | Петър II Делян   | Михаил IV                  | След избухването на въстанието начело с Петър Делян, българите принуждават византийския император Михаил IV да бяга от околностите на Солун. Въстанието се разпростира от Белград на север до Атика на юг.    |
| Битка при Солун            | есента на 1040   | Алусиан          | Неизвестен                 | Опитът на българските въстаници да превземат Солун завършва с тежко поражение. |
| Битка при Острово          | 1041             | Петър II Делян   | Михаил IV                  | Петър Делян е пленен. Въстанието срещу византийското владичество е потушено. |
| Битка в Тревненския проход | пролетта на 1190 | Иван Асен I      | Исак II Ангел              | Тежко поражение на византийците. Укрепване на българската държава, възстановена с успешно въстание четири години по-рано.                                                                                     |
| Битка при Аркадиопол       | 1194             | Иван Асен I      | Василий Ватаци Алексий Гид | Българи и кумани плячкосват Тракия. |
| Битка при Амфиполис        | 1196             | Иван Асен I      | Исак                       | Асен пренася войната с византийците в Македония. Целта – да обедини Мизия и Македония под едно управление, както по време на Първото българско царство – е изпълнена след смъртта на Асен от брат му, Калоян. |
| Битка при Клокотница       | 9 март 1230      | Иван Асен II     | Теодор Комнин              | Империята на Теодор Комнин е унищожена. Търновското царство обхваща Източна Тракия, Родопите, голяма част от Македония и Албания. Епир и Солун стават васали на търновския владетел.                          |
| Битка при Адрианопол       | 1254             | Михаил II Асен   | Теодор II Ласкарис         | Търновското царство търпи поражение, губи окончателно Родопите и Македония в полза на Никейската империя. Няколко години по-късно византийците овладяват цяла Тракия.                                         |
| Битка при Девина           | 17 юли 1279      | Ивайло           | Мурин                      | Победата на Ивайло слага край на намесата на византийците в междуособиците в България и кара византийското протеже, цар Иван Асен III, да бяга от страната.                                                   |
| Битка при Скафида          | 1304             | Теодор Светослав | Михаил IX                  | Решителна битка във войната от 1300 – 1307 г., завършила с териториални придобивки на Търновското царство в Североизточна Тракия.                                                                             |
| Битка при Русокастро       | 18 юли 1332      | Иван Александър  | Андроник III               | С помощта на татарите Иван Александър разбива византийците и утвърждава властта си над Анхиало и Месемврия.                                                                                                   |